# Xenobatrachus arfakianus
Xenobatrachus arfakianus és una espècie de granota que viu a Indonèsia.